# Lentegí
Lentegí település Spanyolországban, Granada tartományban. Lentegí Albuñuelas, Los Guájares, Jete és Otívar községekkel határos. Lakosainak száma 350 fő (2024).

## Népesség
A település népessége az elmúlt években az alábbi módon változott:
| Lakosok száma | 337  | 330  | 342  | 333  | 336  | 358  | 338  | 326  | 337  | 350  |
|               | 2001 | 2004 | 2006 | 2009 | 2011 | 2014 | 2016 | 2019 | 2021 | 2024 |